# Serie 500 de Euskotren Tranbia
La Serie 500 de Euskotren Tranbia está constituida por 11 unidades eléctricas múltiples. Las cuatro primeras entraron en servicio en 2008 y las restantes fueron entregadas en 2009. Estas unidades cuentan con cinco módulos, frente a los tres de la serie 400.

## Historia
Construidas por CAF. En 2019, las unidades recibieron una nueva imagen en sustitución del gris y verde a la actual línea verde curvada que recorre la totalidad del tranvía. 
En 2021, se licito por 760.000 euros sin IVA la sustitución del piso a 10 unidades.
Con motivo de la ampliación del tranvía de Bilbao hacia Bolueta, fueron trasladadas las 3 primeras unidades de la serie a la capital de Vizcaya. En 2023, tras unos pocos años en servicio, la unidad 503 fue devuelta a Vitoria volviendo a prestar sus servicios rutinarios habituales en su ciudad de origen. Actualmente, esta es la única serie presente en las 2 redes tranviarias explotadas por Euskotren Tranbia.

## Información general
Las unidades de la serie 500 disponen de plataforma baja al 100%, permitiendo así la movilidad de las personas con movilidad reducida por el interior del vagón pero no así el acceso, ya que este se hace con una diferencia entre 0 a +10 cm respecto a la altura del andén según el desgaste de las ruedas. También dispone de sistemas de apertura e intercomunicación de emergencia accesibles, sistema de megafonía para personas con problemas auditivos y sistema acústico de posición de puerta habilitada para personas ciegas.
La capacidad de cada unidad es de 244 personas (44 sentadas). Existen además 6 plazas reservadas para las personas con movilidad reducida (dos para personas en silla de ruedas).
En cuanto a la seguridad, las unidades disponen de un sistema de videovigilancia que consiste en 5 cámaras interiores y 6 exteriores, sistema antiatrapamiento frontal y luces estroboscópicas.
Respecto a la accesibilidad de las unidades, hay dos puertas de hoja simple por costado que ofrecen un paso libre de 800 mm y 4 puertas de hoja doble por costado con un paso libre de 1300 mm. Además, hay otras puertas reservadas a personas con movilidad reducida y un área específica para ellas.
Se ha pensado también en un contraste cromático de las puertas e indicadores de cierre, señalización acústica, señalización luminosa estroboscópica, pulsadores en hoja de puerta y protección por célula fotoeléctrica.
Para las personas con problemas de audición, se ha instalado interfonía y megafonía en “Modo T” y un teleindicador y anunciador acústico de próxima parada y correspondencias.